# Дуобус
Дуо́бус — універсальний вид транспорту, який є водночас і тролейбусом, і автобусом або іншим видом транспорту. Застосовується переважно у містах, тому часто є поєднанням автобуса та тролейбуса. Англійською зветься Dual-Mode bus.
Така машина має два повноцінні  двигуни: один внутрішнього згоряння, а другий електричний, при тому має також електрообладнання від звичайного тролейбуса. При цьому кожен з двигунів передає момент кручення до ведучого моста (їх може бути два у тривісній машині, у дуобусів стандартної довжини тягові колеса переважно задні) окремою карданною передачею: два двигуни (електричний та дизельний/бензиновий) незалежно передають момент кручення до ведучих коліс.
Слід наголосити, що часто зі справжніми дуобусами плутають тролейбуси з можливістю автономного ходу. Такі існують насправді: у багатьох сучасних тролейбусів наявні акумуляторні батареї для забезпечення автономного ходу або дизельно-генераторна установка. Перші дуобусами називати цілком некоректно, адже у них немає навіть двигуна внутрішнього згоряння. Другі справді мають двигун внутрішнього згоряння, однак він не передає крутний момент безпосередньо на тягові колеса, а приводить у дію електрогенератор тролейбуса, який виробляє електроенергію, тобто використовується лише для виробництва електроенергії; тому ні перший, ні другий дуобусами не є, навіть не зважаючи на потужність силової установки або електричні двигуни у вигляді мотор-коліс (наприклад, на Neoplan N6121).
Дизель-генератори присутні у свою чергу на багатьох європейських тролейбусах, наприклад марок Skoda, Solaris Bus&Coach, Neoplan, Белкоммунмаш. Останній виготовив тролейбус моделі Белкоммунмаш 33300А з дизель-генератором потужністю 100 кВт, але вони не є дуобусами. У Лозанну поставлялися тролейбуси марки Neoplan STS (Neoplan N6121) з дизель-генератором виробництва Mercedes-Benz потужністю 385 кіловатів, а електродвигуни у нього — мотор-колеса, а відповідно мости відсутні узагалі. У інтернеті поширена помилка, що тролейбуси Neoplan є дуобусами, однак вони мають дизель-генератори.
Також дуобусами є вантажно-технічні тролейбуси, або тролейвози. Їм потрібен ДВЗ, оскільки вони часто обслуговують місця без контактної мережі, а іноді, і дуже далекі до неї. Дуобусами є і дизель-тролейвози, які ще створювалися до Другої світової війни з електричним двигуном і дизельним з метою заощадження пального. Нині вони вже вийшли з експлуатації. Вантажно-технічні тролейбуси дотепер використовуються в деяких містах.

## Приклади
- Пекін, Китай використовує парк із понад 900 дуобусів для своєї автобусної мережі.[2]
- Берген, Норвегія, має дуобуси MAN-Neoplan у своїй тролейбусній системі.
- Бостон, США встановив дуобуси Neoplan на відрізку Waterfront своєї Silver Line. Електрична енергія необхідна виключно в тунелі від Форт-Пойнт-канал до Південної станції; дизельний двигун використовується для руху на міських вулицях та шосе, включаючи тунель Теда Вільямса до аеропорту Логан.
- Іспанська Кастельон-де-ла-Плана запустила нову тролейбусну лінію 25 червня 2008 року. [3] [4] Дуобуси Irisbus Civis керуються оптично, розпізнаючи розмітку, і здатні переключитися на дизельний двигун для повороту перед Parque Ribalta. [5] [6]
- Сіетл, США використовував 236 дуобусів Breda ETB у своєму автобусному тунелі з 1990р. майже до кінця 2004р., коли парк дуобусів був знятий з лінії, за винятком 59, перероблених на виключно електричні [7] [8] і був заміненений гібридними дизель-електричними автобусами.
- Плоєшті, Румунія, використовує в своїй тролейбусній системі дуобуси Neoplan N6121.
- Шанхай, Китай використовує парк із понад 300 дуобусів для своєї мережі. [9]